# Apios americana
Apios americana là một loài thực vật có hoa trong họ Đậu. Loài này được Medik. miêu tả khoa học đầu tiên.
Đây là là một loại cây dây leo lâu năm, mang hạt đậu và củ lớn ăn được. 
Cây dây leo có thể dài tới 1–6 m, với các lá hình lông chim dài 8–15 cm với 5–7 lá chét. [2]  Hoa thường có màu hồng, tím hoặc đỏ nâu.

## Hình ảnh

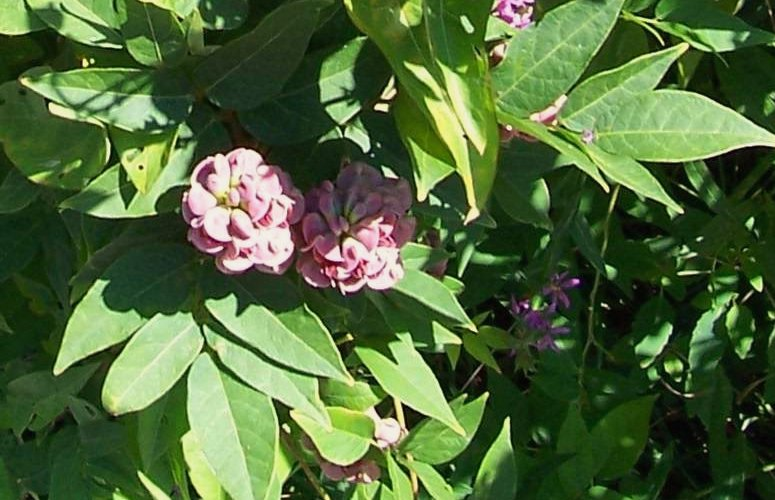
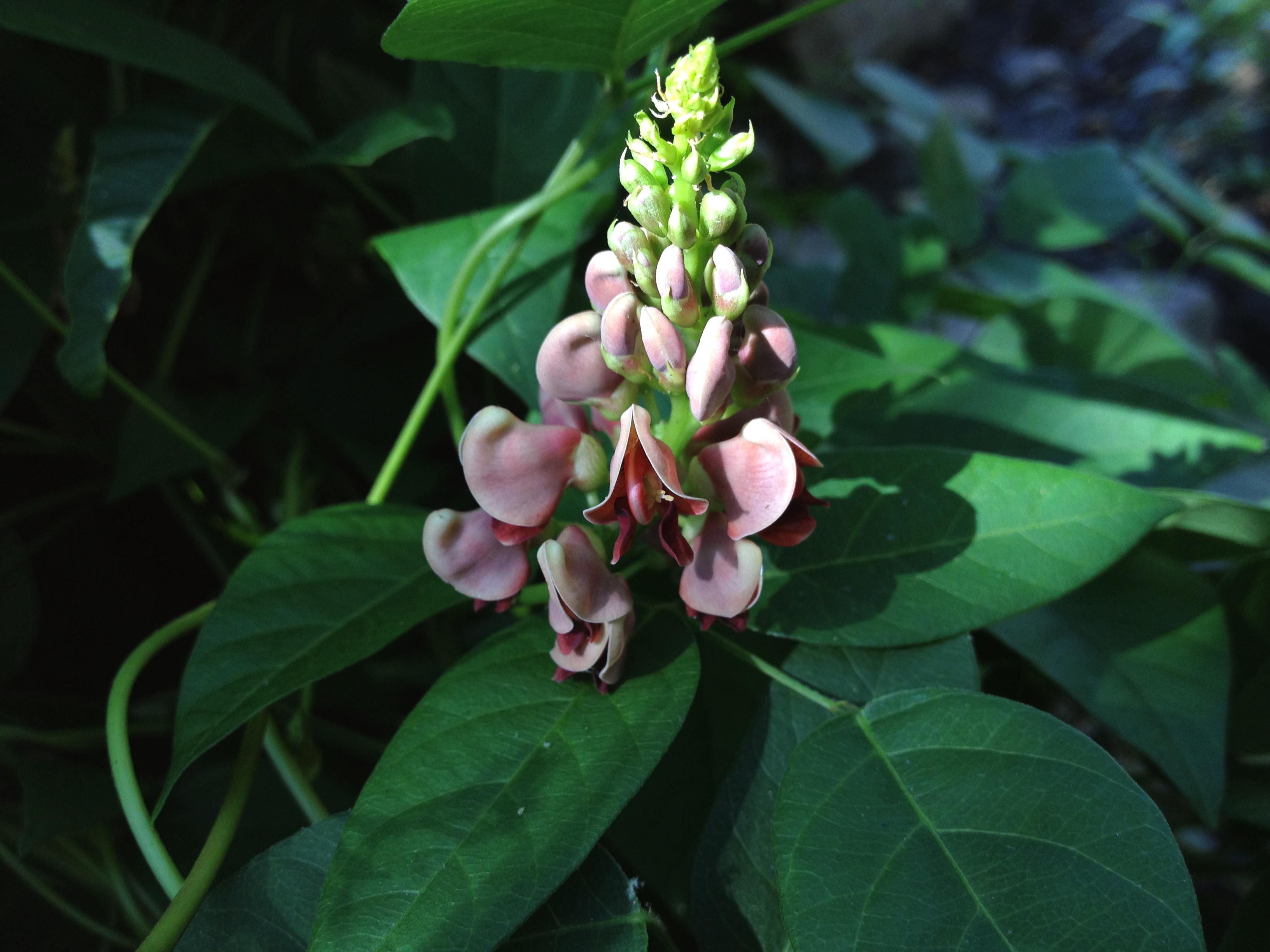
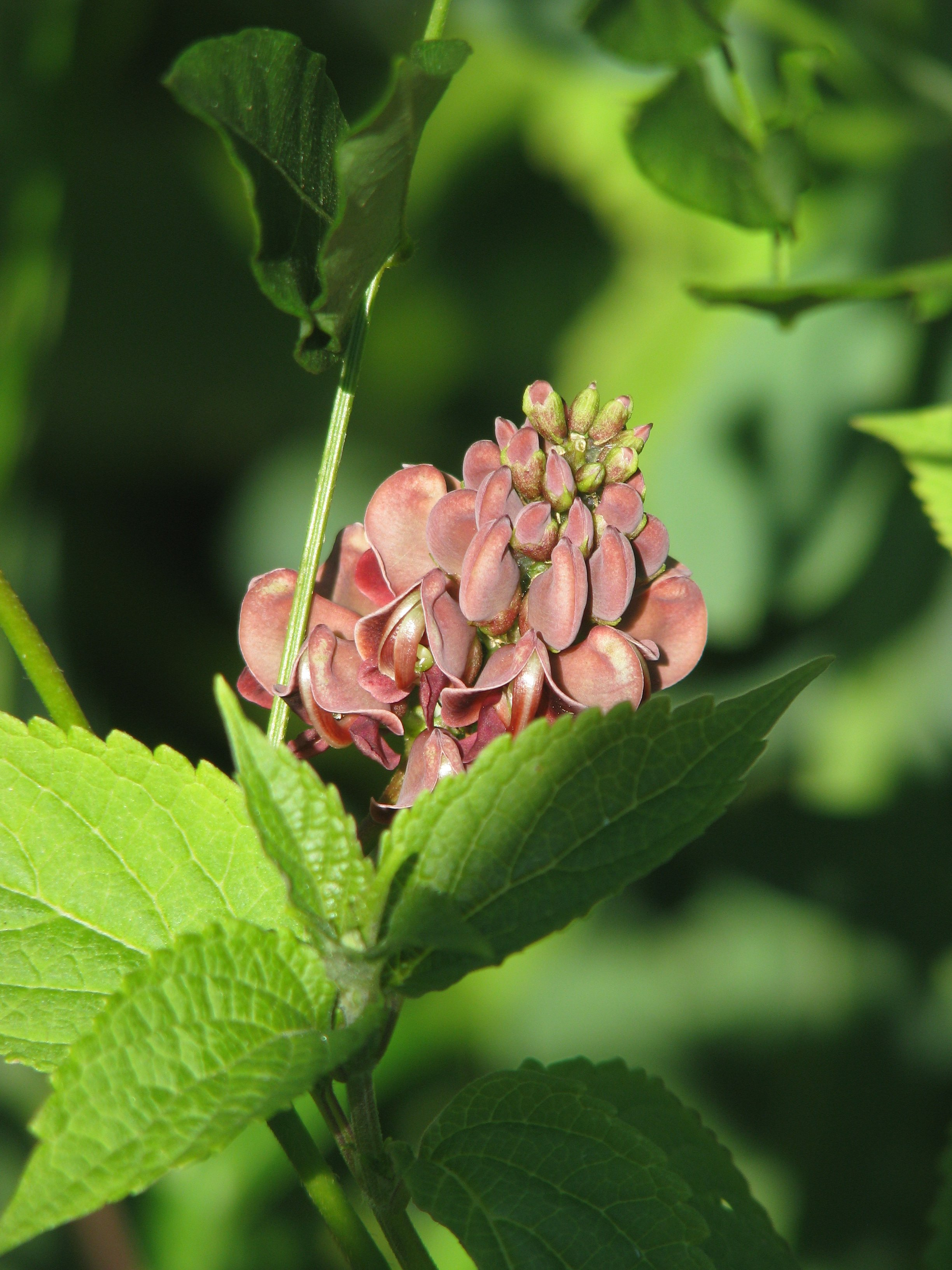
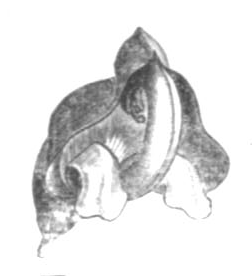